# Sonatine pour flûte et piano de Milhaud
Pour les articles homonymes, voir Sonatine pour flûte et piano.
La Sonatine pour flûte et piano, op. 76, est une œuvre de musique de chambre de Darius Milhaud composée en 1922.

## Présentation
La Sonatine pour flûte et piano est composée à Aix-en-Provence en 1922,. Dédiée au flûtiste Louis Fleury et au pianiste Jean Wiéner, l'œuvre est créée à Paris aux concerts Wiéner par les dédicataires, en janvier 1923,.

## Structure
La Sonatine, d'une durée moyenne d'exécution de huit minutes environ,, est constituée de trois mouvements :
1. Tendre, à 
 ( = 88 environ), mouvement « imprégné d'une affectueuse tendresse[5] » ;
2. Souple, à 
 ( = 104), « nous promenant sur une rapide barcarolle[5] » ;
3. Clair, à quatre temps ( = 144), « d'une franchise rythmique plus affirmée[2] ».

Pour Paul Collaer, l'œuvre est « brillante, gracieuse et hardie. Les lignes y sont mobiles, éloquentes d'un bout à l'autre et animées d'une allure capricieuse et apparemment vagabonde, mais toujours nouées en un discours élégant et logique ». Le musicien qualifie la partition de « toute française, au sens où le sont les œuvres de Rameau ou celles de Jannequin. Française par l'esprit, indépendamment de toute particularité de style ».
Dans la Sonatine, Colin Mason et Edwin Evans relèvent que « même lorsque le piano est seul pendant quelques mesures, l'écriture montre qu'il s'agit bien d'une œuvre pour flûte, tant le style s'intègre bien ». La pièce « se caractérise également par l'utilisation ingénieuse de la syncope, à la manière du blues ».
La partition est publiée par Durand,. Dans le catalogue des œuvres de Darius Milhaud, la Sonatine pour flûte et piano porte le numéro d'opus 76,.